# عالي جنغل (بالا خيابان ليتكوة)
عالی جنغل (بالفارسية: عالی‌جنگل) هي قرية تقع في إيران في قسم بالا خیابان لیتکوة الريفي. يقدر عدد سكانها بـ 81 نسمة بحسب إحصاء 2016.